# Кушугумское кладбище
Кушугумское кладбище — кладбище на трассе Харьков-Симферополь на землях административно-территориального устройства посёлка  Балабино в Запорожском районе Запорожской области Украины. Название кладбище получило из-за того, что находится напротив указателя на поворот в Кушугум. На кладбище, в частности, похоронены бойцы, которые погибли в Вооружённом конфликте на востоке Украины.

## История
В 1999 году решением Запорожского районного совета и согласованием исполкома Балабинского поселкового совета 50 гектар земли из территории Балабино передано в постоянное пользование специализированному коммунальному предприятию «Ритуал» Запорожского городского совета. Строительство началось в 2007 году. К 2012 году все остальные кладбища Запорожья (кроме кладбища Святого Николая) были переполнены и строительство продолжилось. Организатором торгов выступила «Запорожская ритуальная служба» (монополист на рынке ритуальных услуг в Запорожье), а победила в фирма «Авто-Буд», однако фирма, взяв деньги, не закончила даже пол-работы. Затем 27 сентября 2012 года ООО «ФО.РУМ» было заплачено ещё 15 миллионов 90 тысяч 236 гривен (1 880 000 долларов) на достройку кладбища.
С 23 апреля 2013 года был пущен рейсовый автобус «Запорожье — Кушугум», который следует до Кушугумского кладбища. Рейсы идут во вторник, четверг и субботу, отъезд в 8:20 и 13:00, обратно — в 9:30 и 13:50. В поминальные дни ездят дополнительные автобусы.
Количество похороненных неизвестных солдат исчисляется четырёхзначными цифрами, среди них 117 захоронений неизвестных солдат, погибших в Иловайском котле в августе 2014. После ДНК-экспертизы родственники смогут перезахоронить родных.
13 мая 2016 года прошла панихида по воинам, на которую пришёл губернатор Запорожской области Константин Брыль. Представитель территории Председатель посёлка Балабино Владимир Сосуновский, Архиепископ Запорожский и Мелитопольский владыка Лука отслужил службу